# Mastigonème

Dessin schématique de Cafeteria roenbergensis montrant deux flagelles inégaux (hétérokontes) : un straminipile antérieur (avec des mastigonèmes tripartites tubulaires) et un postérieur lisse.

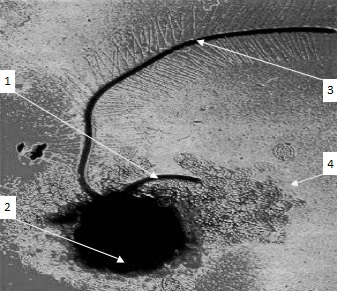
Une chrysomonade (Heterokonta: Chrysophyceae) sous microscope électronique. (1) flagelle court, lisse (2) flagelle long recouvert de mastigonèmes (3)

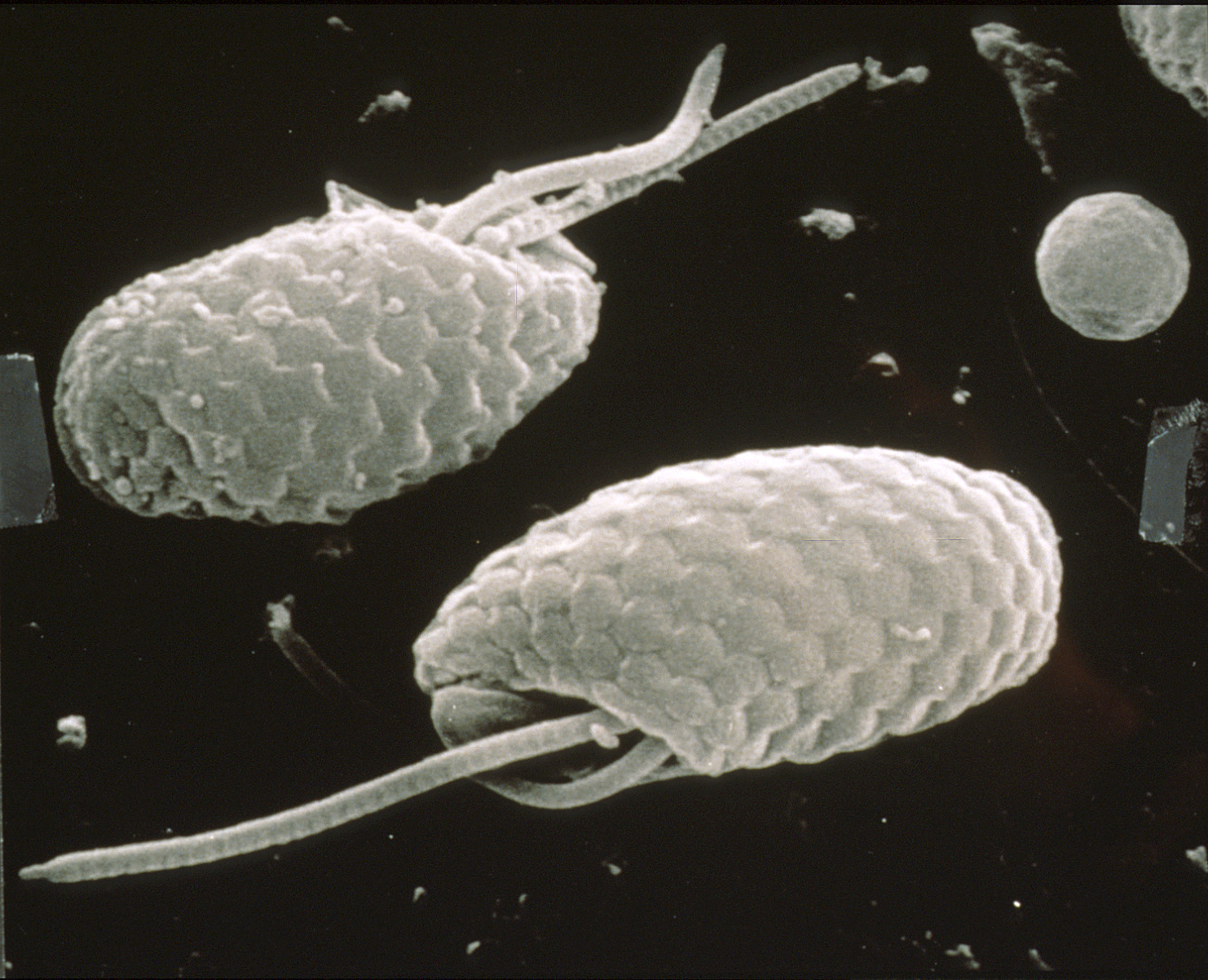
Deux Cryptomonades (Cryptophyceae) sous microscope électronique. Mastigonèmes non visibles.

Les mastigonèmes (au pluriel car il y en a toujours plusieurs) sont de fines digitations (prolongements tubulaires) de la membrane d'un flagelle. Ils sont distribués en simples ou en doubles rangées. Tous les organismes ne possèdent pas de mastigonèmes sur leurs flagelles : on en trouve notamment sur l'un des deux flagelles du zoïde (une cellule reproductrice) des Straménopiles, ainsi que chez les Euglénophycées.
Ces digitations, appelées aussi « poils latéraux », s'attachent aux flagelles du protiste. Des poils fragiles s'attachent aux flagelles des organismes flagellés euglénidés, tandis que des poils raides apparaissent chez les protistes straménopiles et cryptophytes. Les poils de straménopile mesurent environ 15 nm de diamètre et sont généralement constitués d'une partie basale flexible qui s'insère dans la membrane cellulaire, une tige tubulaire qui se termine elle-même par des "poils" plus petits. Leur rôle est d'inverser la poussée provoquée par le battement d'un flagelle, avec pour conséquence l'entraînement de la cellule dans l'eau, et attirant les particules de nourriture vers la surface des organismes hétérotrophes.

## Typologie des flagelles poilus
Il existe de multiples structure de flagelles avec poils,,, :
- Flagelles « acronématiques » :  flagelles lisses, dits « du coup du lapin » ; ils sont sans poils mais peuvent avoir des extensions, comme chez les Opisthokontes
- Flagelles « pleuronématiques » : flagelles poilus ou « en guirlandes » ; ils ont des poils (= mastigonèmes sensu lato). Ils se divisent en :
  - flagelles à poils fins (= non tubulaires, ou poils simples) : se rencontre chez les Euglenophycées, les Dinoflagellés et certaines Haptophycées (Pavlovales (en))
  - flagelles à poils raides (= poils tubulaires, rétronèmes, mastigonèmes sensu stricto), eux-mêmes divisés en :
    - à poils bipartites : à deux régions. Se produit dans les Cryptophyceae, les Prasinophyceae et certains Heterokonta
    - à poils tripartites (= straminipiles) : à trois régions (une base, une tige tubulaire et un ou plusieurs poils terminaux). Ils existent dans la plupart des Heterokontes/Stramenopiles

Les observations de mastigonèmes à l'aide de la microscopie optique datent du XIXe siècle,,,,. Considérés comme des artefacts par certains, leur existence serait confirmée par la microscopie électronique,.